# Haitianisch-kolumbianische Beziehungen
Die Haitianisch-kolumbianischen Beziehungen beschreiben das bilaterale Verhältnis zwischen der Republik Kolumbien und der Republik Haiti. Beide Staaten sind Mitglied der Organisation Amerikanischer Staaten (OAS), der Karibischen Gemeinschaft (CARICOM; Kolumbien hat Beobachterstatus) und der Vereinten  Nationen.

## Geschichte
Haiti hatte den kolumbianischen Unabhängigkeitskrieg gegen die Kolonialmacht Spanien unterstützt und diente Simón Bolívar im Jahr 1815 als Inspiration und Zufluchtsort. Bolivar sagte über Haiti:

„Nachdem ich Venezuela und Neu-Granada verloren hatte, empfing mich Haiti mit Gastfreundschaft: Der großmütige Präsident Pétion gewährte mir seinen Schutz, und unter seiner Ägide stellte ich eine Expedition von dreihundert Männern zusammen, die an Mut, Patriotismus und Tugenden mit den Gefährten von Leonidas vergleichbar sind. Dank der Menschen in Haiti werden meine Landsleute wieder frei sein.“

Kolumbien und Haiti nahmen im Jahr 1820 diplomatische Beziehungen auf.
Im Jahr 1978 einigten sich beide Länder über ihre Seegrenze im Karibischen Meer. Die von den Außenministern Aguirre (Kolumbien) und Brutus (Haiti) in Port-au-Prince unterzeichnete völkerrechtliche Vereinbarung folgt dem Äquidistanzprinzip.

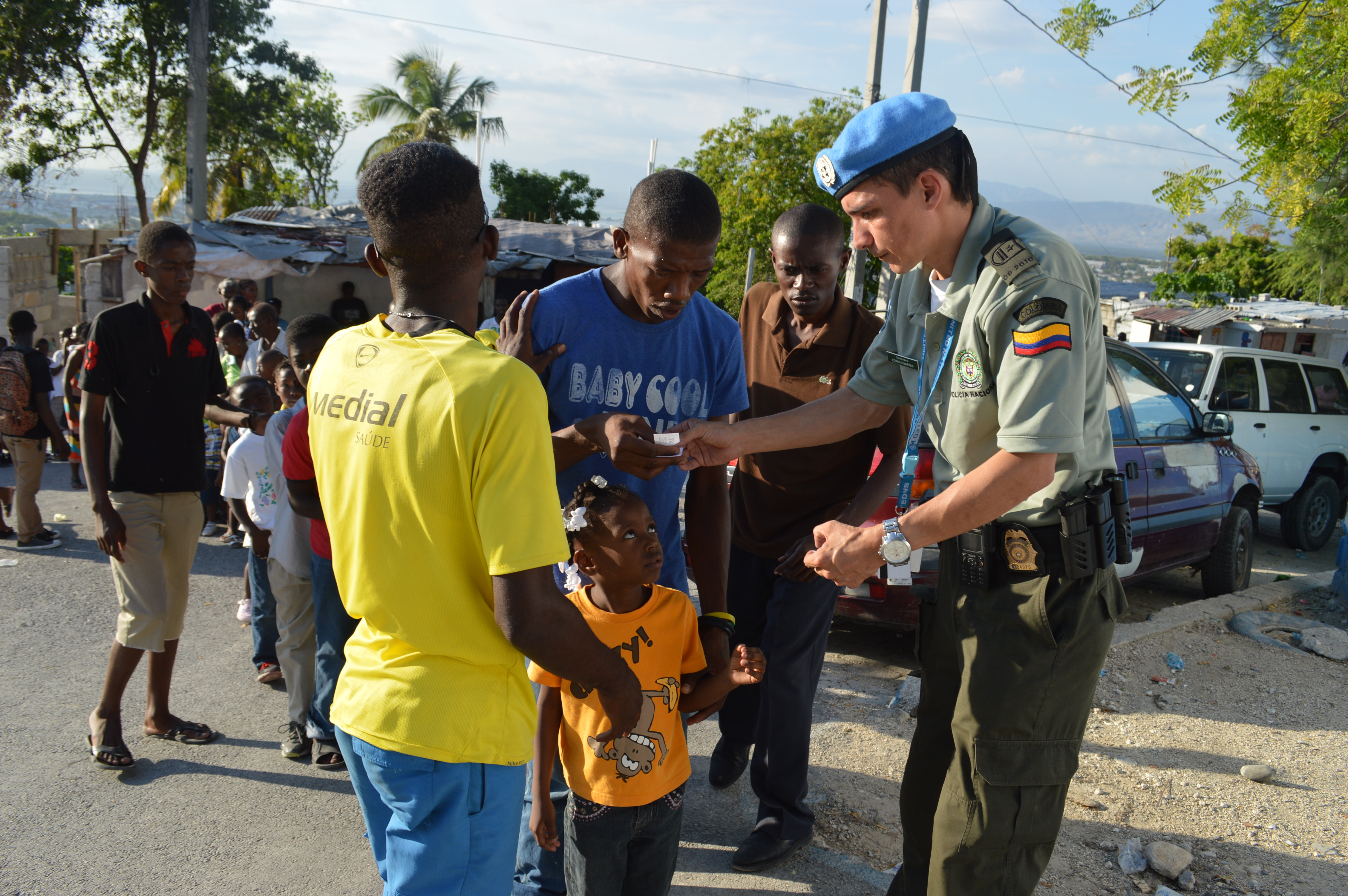
Ein kolumbianischer Polizist der MINUSTAH kontrolliert Jugendliche in Port-au-Prince (2014)

Kolumbien beteiligte sich ab dem Jahr 2004 an der Stabilisierungsmission der Vereinten Nationen in Haiti (MINUSTAH) mit Polizeikräften. Nach dem Erdbeben in Haiti 2010 war Kolumbien an einer Reihe von Hilfsprojekten beteiligt und leistete humanitäre Soforthilfe. Mit Schiffen, Experten und Infrastrukturmaßnahmen unterstützte Kolumbien den Wiederaufbau.
Kolumbien und Haiti haben im Rahmen der bilateralen Zusammenarbeit Regierungskonsultationen vereinbart. Sie fanden im Dezember 2024 in Riohacha statt. Die haitianische Delegation wurde von dem Präsidenten des Übergangsrats, Voltaire, geleitet. In der gemeinsamen Abschlusserklärung wurden die Themen Friedenskonsolidierung, Stärkung der staatlichen Institutionen, Wirtschafts- und Handelsförderung, Justiz, Migration, öffentliche Sicherheit sowie technische und kulturelle Zusammenarbeit in den Vordergrund gestellt.

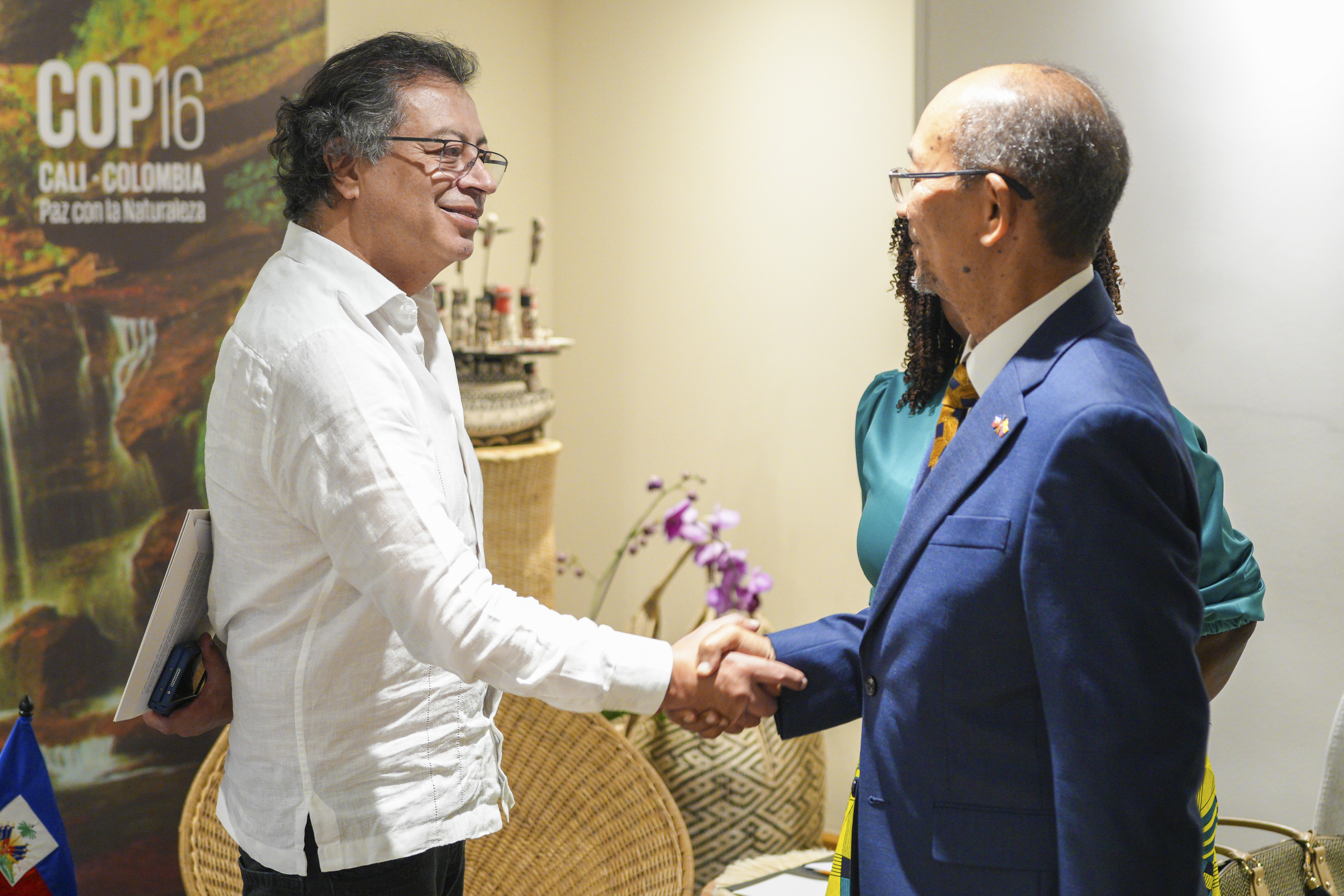
Der kolumbianische Präsident Petro und der haitianische Vorsitzende des Übergangsrats, Voltaire, anlässlich der COP16 in Cali (2024)

Der haitianische Verteidigungsminister Moïse traf sich im Rahmen der Konsultationen mit seinem kolumbianischen Amtskollegen Velásquez Gómez in Bogotá, um die bilaterale Zusammenarbeit in Fragen der Landesverteidigung zu erörtern. Hierbei ging es vor allem um den Kampf gegengrenzüberschreitende Kriminalität. Der Drogenhandel mit Herkunft aus Kolumbien stellte für Haiti ein kaum zu bewältigendes Problem dar.
Bereits im Januar 2025 führte der kolumbianische Präsident Petro den hochrangigen Austausch durch einen Besuch in Jacmel, im Süden Haitis, fort. Die Sicherheitslage in der Hauptstadt Port-au-Prince hatte ein Treffen dort unmöglich gemacht. Die Gespräche in Jacmel wurden von den Medien als „Aufschlag einer neuen Seite der bilateralen Beziehungen“ kommentiert. Petro kam zu einem weiteren Besuch in Haiti am 18. Juli 2025 nach Port-au-Prince.

## Handel
Der Warenaustausch zwischen Kolumbien und Haiti ist von keiner großen Relevanz.
Kolumbien exportierte 2022 Produkte im Wert von rund 55 Millionen US-Dollar nach Haiti, wobei Zucker das wichtigste Produkt war. Haiti exportierte lediglich Waren im Wert von 380.000 US-Dollar nach Kolumbien, vor allem bearbeitete Herrenunterwäsche.

## Diplomatische Vertretungen
Haiti unterhält eine Botschaft in Bogotá.
Die zuständige Auslandsvertretung Kolumbiens für Haiti ist die Botschaft in Santo Domingo, Dominikanische Republik. Ende 2023 nahm ein kolumbianischer Konsul seine Amtsgeschäfte in Port-au-Prince wieder auf.